# Traité de Londres (1827)
Vous lisez un « bon article » labellisé en 2009.
Pour les articles homonymes, voir Traité de Londres.
Lire en ligne

Traité pour la pacification de la Grèce, université de Perpignan

Sur Gallica : Traité de Londres (p. 454)

Protocole de Saint-Pétersbourg (p. 415)

Le traité de Londres pour la pacification de la Grèce fut signé le 6 juillet 1827 par les représentants du Royaume-Uni, de la France et de la Russie. L'Autriche et la Prusse, invités aux négociations, refusèrent d'y participer.
Ce traité concernait la Grèce alors en pleine guerre pour son indépendance contre l'Empire ottoman. Son but était de faire cesser le conflit et les effusions de sang. Cependant, il contrevenait aux principes de la Sainte-Alliance qu'il affaiblissait de fait. En effet, il impliquait la reconnaissance d'un nouveau pays (la Grèce) et rompait ainsi l'équilibre européen établi depuis le congrès de Vienne et dont la Sainte-Alliance était la garante.
Ce traité reflétait autant l'intérêt de l'Europe pour la cause grecque que la volonté de chacun des signataires d'être présent en Méditerranée orientale afin de ne pas laisser le champ libre aux deux autres puissances. Il prévoyait une médiation des trois signataires entre les belligérants pour faire cesser les hostilités.
Accepté par la Grèce, mais refusé par la Sublime Porte, il fut à l'origine de l'envoi d'une flotte de « maintien de la paix » britannique, française et russe. Une opération navale, dans l'Ouest du Péloponnèse, qui entrait dans le cadre de l'application de ce traité, déboucha sur la bataille de Navarin. Pour compléter l'application de ce traité, une « force d'interposition » terrestre fut ensuite envoyée par la France : l'expédition de Morée.

## Contexte

Le Serment à Aghia Lavra.
Ce tableau de Theodoros P. Vryzakis commémore le soulèvement du 25 mars 1821.

En 1821, les Grecs s'étaient révoltés contre l'occupation ottomane. Ils avaient d'abord remporté de nombreuses victoires et proclamé leur indépendance en janvier 1822. Les victoires grecques avaient été de courte durée, en partie parce que les insurgés s'étaient rapidement déchirés entre factions rivales au cours de deux guerres civiles. Le Sultan avait aussi appelé à l'aide son vassal égyptien Méhémet Ali qui, en 1824, avait dépêché en Grèce son fils Ibrahim Pacha avec une flotte et d'abord 8 000 puis finalement 25 000 hommes. L'intervention d'Ibrahim avait été décisive : le Péloponnèse avait été reconquis en 1825 ; le verrou de Missolonghi était tombé en 1826 ; Athènes avait été prise en 1827. Il ne restait plus alors à la Grèce que Nauplie, Hydra et Égine,,.
Le jeu des puissances européennes était alors ambigu, tout comme celui de leurs représentants au Levant. Le soulèvement grec, considéré comme libéral et national, ne convenait pas à l'Autriche de Metternich, principal artisan de la politique de la Sainte-Alliance. Cependant, la Russie, autre gendarme réactionnaire de l'Europe, était favorable à l'insurrection par solidarité religieuse orthodoxe et par intérêt géo-stratégique du contrôle des détroits des Dardanelles et du Bosphore. La France, autre membre actif de la Sainte-Alliance, avait une position ambiguë : les Grecs, certes libéraux, étaient d'abord des chrétiens et leur soulèvement contre les Ottomans musulmans pouvait ressembler à une nouvelle croisade. La Grande-Bretagne, pays libéral, s'intéressait surtout à la situation de la région sur la route des Indes et Londres désirait pouvoir y exercer une forme de contrôle.

## Le protocole de Saint-Pétersbourg

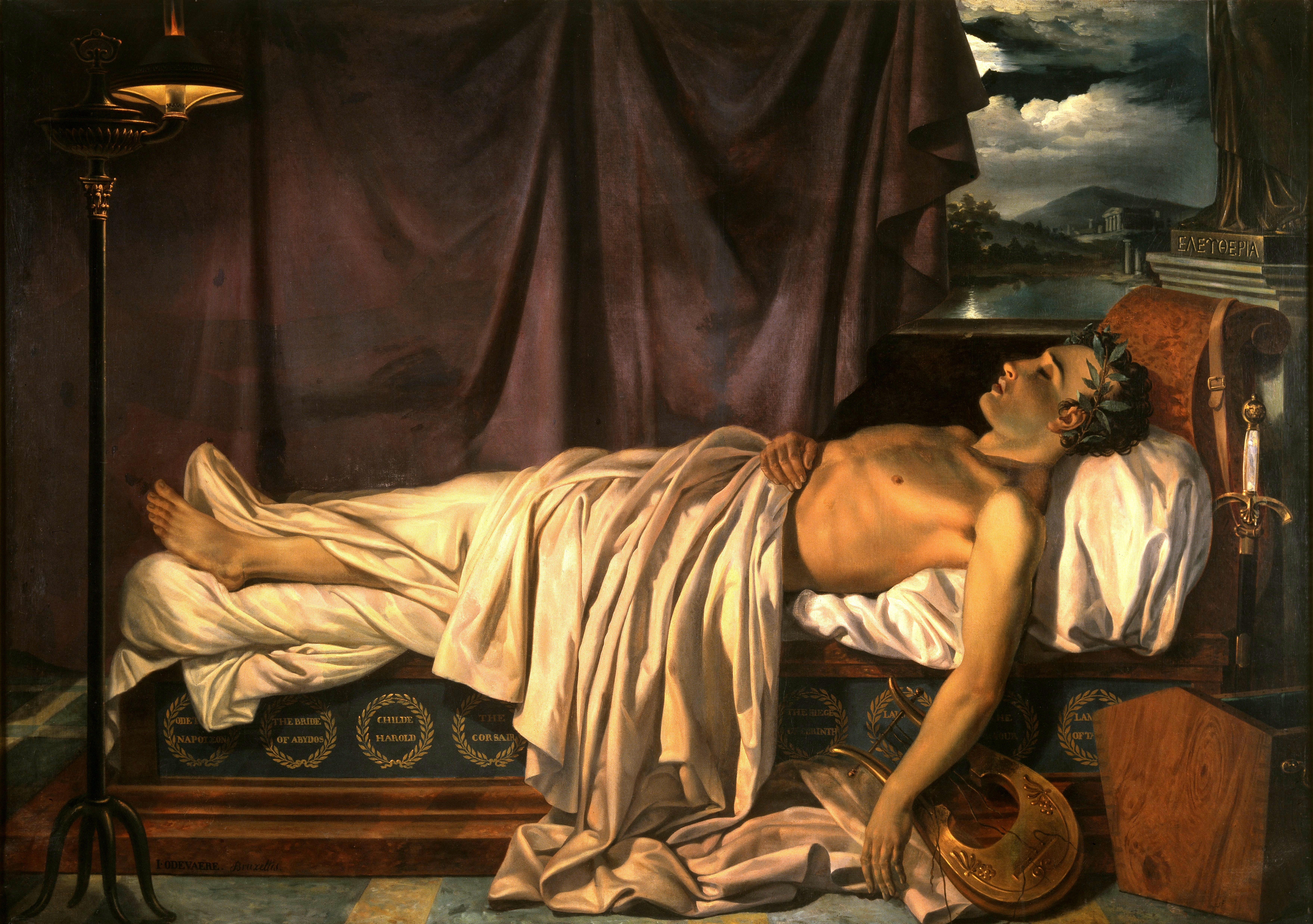
La mort de Byron à Missolonghi.

Le massacre de Chios, la mort de Lord Byron ou la chute de Missolonghi avaient suffisamment ému les opinions publiques occidentales pour que les gouvernements s'en inquiétassent, d'abord diplomatiquement. De plus, dès le mois d'août 1824, le gouvernement grec avait demandé au Royaume-Uni d'intervenir en vue d'obtenir un règlement du conflit. Le 4 avril 1826 (24 mars calendrier julien), Wellington, à Saint-Pétersbourg, signa avec Nesselrode et Lieven un protocole anglo-russe prévoyant une médiation entre Grecs et Ottomans en vue de régler le conflit. Le protocole était une première reconnaissance politique de la Grèce dont le nom était pour la première fois écrit dans un document diplomatique. Ce protocole était aussi une première entorse à la Sainte-Alliance puisque celle-ci, lors du congrès de Vérone, s'était prononcée contre les revendications grecques,,.
En juillet 1825, les institutions grecques s'étaient à nouveau adressées au gouvernement britannique afin de lui demander sa médiation avec l'Empire ottoman. Le protocole de Saint-Pétersbourg, le quatre avril suivant, était cette tentative de médiation. Le texte disposait que,, :
- la Grèce, dont le territoire serait ultérieurement défini, resterait une dépendance de l'Empire ottoman. Cette dépendance serait marquée par le paiement d'un tribut annuel. De même, si les Grecs avaient le droit de disposer d'eux-mêmes et de choisir leur gouvernement, celui-ci devrait être approuvé par la Porte ;
- afin d'éviter des conflits futurs, une sorte d'échange de populations devrait avoir lieu, les Grecs devant acheter les propriétés des Ottomans ;
- si l'Empire ottoman refusait les termes de l'accord, les ambassadeurs britannique et russe à Constantinople devraient continuer à user de leur influence pour le convaincre de les accepter ;
- la Russie et le Royaume-Uni ne devraient en aucun cas tenter de profiter de la situation pour y gagner un accroissement territorial[8],[6],[7].

## Négociations

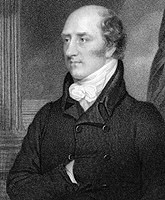
George Canning.

Ce protocole, sans volet militaire, n'avait que le mérite d'exister. Il servit cependant à George Canning, de point de départ aux négociations suivantes avec les autres pays européens, auxquels il fut immédiatement adressé,,.

### Premières réactions
La première réaction de Metternich fut d'espérer que l'accord anglo-russe serait « mort-né, un coup d'épée dans l'eau » et de se réjouir qu'aucun volet militaire n'ait été prévu. Il se tourna vers la France à laquelle il fit dire par son ambassadeur que le protocole allait à l'encontre de la Sainte-Alliance et menaçait l'équilibre européen mis en place en 1814-1815. De son côté, Canning fit tout son possible pour faire adhérer la France à ses vues. Le texte du protocole fut officiellement communiqué au gouvernement français le 10 août 1826, même si le Times l'avait publié dès la mi-avril. En septembre 1826, il semblait de plus en plus probable que la tentative de médiation anglo-russe allait échouer lorsque Charles X commença à manifester son intérêt personnel pour la cause grecque. Il convint avec son amiral Henri de Rigny, présent dans l'Égée, que les puissances occidentales devraient intervenir pour la pacification de la Grèce. Fin septembre, Canning vint à Paris en visite privée. Il rencontra cependant longuement Villèle, le président du Conseil. Il fut aussi régulièrement reçu à dîner de façon informelle aux Tuileries par Charles X. Le cas grec fut ainsi discuté parmi diverses autres questions. La France consentit à adhérer au protocole de Saint-Pétersbourg à condition que les Autrichiens, mais aussi les Prussiens y consentissent aussi, c'est-à-dire que son application se fît dans le cadre de la Sainte-Alliance. L'Empire ottoman quant à lui refusa le protocole, dans lequel il ne voyait que l'œuvre de Canning, en arguant du fait que « nos affaires nous regardent et ne regardent personne autre (sic) ». L'insurrection grecque restait pour lui un problème intérieur,,,.

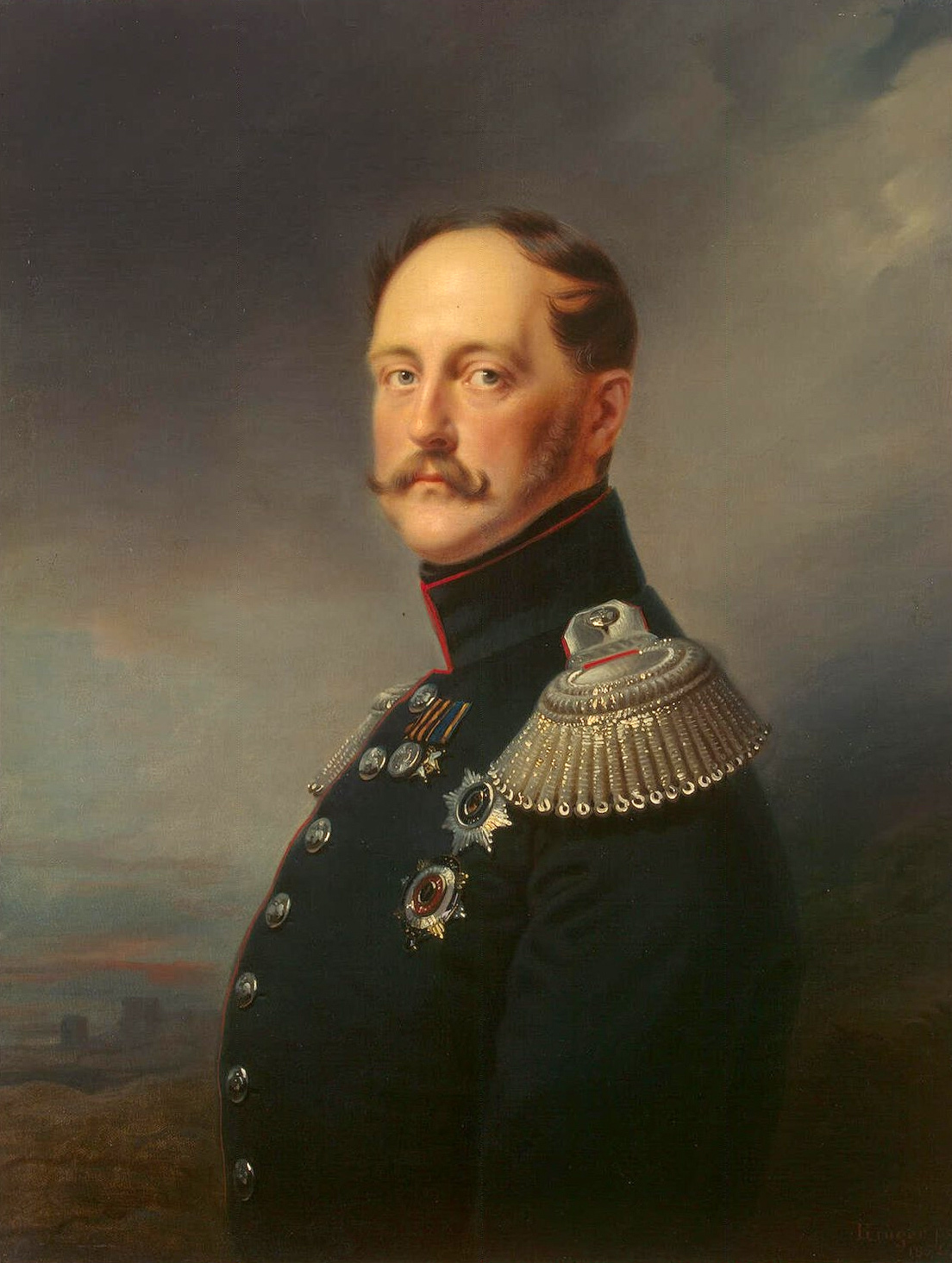
Le tsar Nicolas Ier de Russie.

La Russie accentua sa pression sur l'Empire ottoman par la convention d'Akkerman dont la signature avait été pratiquement imposée aux Ottomans par Nicolas Ier, le 7 octobre 1826. Le Tsar semblait vouloir accélérer les choses et surtout ne rien céder. Canning suggéra de menacer la Porte de rappeler les ambassadeurs et de reconnaître officiellement la Grèce. Les Russes voulaient un accord qui irait plus loin qu'une simple menace de retirer les ambassadeurs de Constantinople mais qui envisagerait une intervention militaire. Une conférence des diplomates anglais, russes et français fut convoquée à Londres pour en discuter. En effet, le 18 décembre, la France avait annoncé qu'elle adhérait au protocole. L'Autriche de Metternich, plutôt que de tout rejeter en bloc et se trouver exclue voire d'assister à la disparition de la Sainte-Alliance, décida de suivre les négociations et de les ralentir au maximum. La Prusse adopta le point de vue de l'Autriche,,,.

### Projets

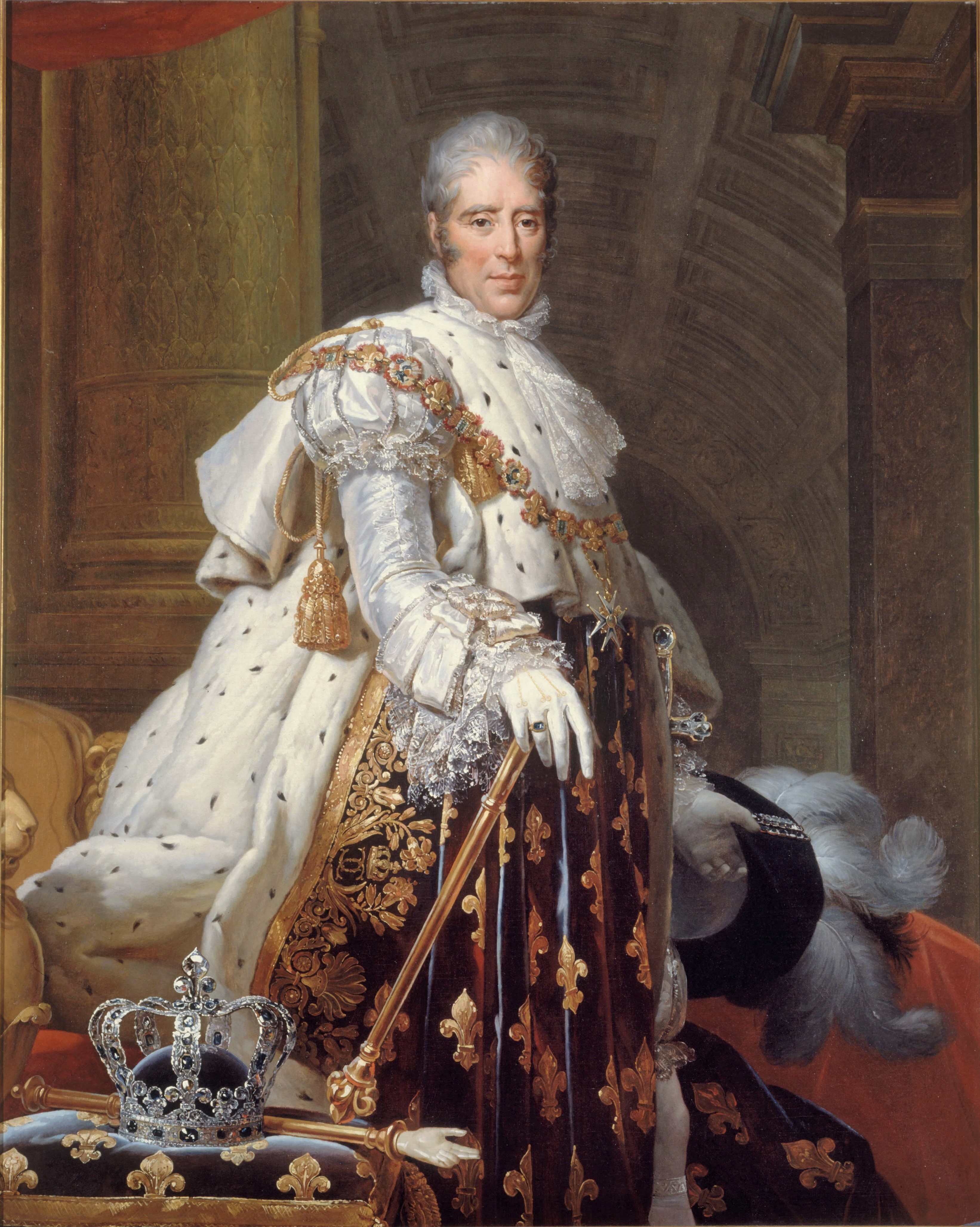
Le roi Charles X de France.

Les mois qui suivirent furent consacrés à la finalisation de l'accord par d'incessants allers-retours entre les trois capitales. Chacune des puissances tenait en effet à marquer sa présence afin de ne pas laisser le champ libre aux deux autres et de risquer ainsi d'être évincée de Méditerranée orientale,. La France proposa un texte de traité (et non plus de protocole) dès le 28 décembre 1826. Il s'inspirait très fortement du texte du protocole de Saint-Pétersbourg, mais y ajoutait les idées de Canning : la menace d'un retrait des ambassadeurs voire d'une reconnaissance de la Grèce en cas de refus de la médiation par les Ottomans. Aucune mention d'un recours à la force n'était faite. L'idée était d'obtenir le soutien britannique tout en rassurant l'Autriche. La Russie exigea alors, dans un contre-projet en janvier 1827, un véritable calendrier des mesures de rétorsion à l'encontre de Constantinople : quand retirer les ambassadeurs, quand reconnaître la Grèce et surtout que faire si les Ottomans persistaient à refuser la médiation ? Le projet français écartait la guerre ; le projet russe la ramenait sur la table des négociations. Canning déclara fin février que le projet russe était « plus positif » que le projet français et qu'il allait tâcher de concilier les deux dans un nouveau texte. Celui-ci, rédigé avec Lieven, l'ambassadeur russe, partit du principe que l'Autriche ne l'accepterait pas. Il ne fut donc plus tenu compte de son avis diplomatique, au moment où Metternich suggérait qu'une discussion ait lieu d'abord sur les contingents potentiellement envoyés. Paris annonça alors (pour ne pas être distancée) vouloir aller aussi loin que la Russie et le Royaume-Uni, sans plus attendre la Prusse et l'Autriche.
Les choses s'accélérèrent après l'accession de Canning au poste de Premier ministre le 12 avril 1827 puis avec la prise d'Athènes le 5 juin par les troupes ottomanes. Le cabinet Canning fut constitué fin avril ; le 11 mai, un texte était prêt et il fut adopté par le gouvernement britannique le 22 mai. Ses articles étaient pratiquement les mêmes que ceux du traité définitif. Quasi équivalent au protocole de Saint-Pétersbourg et au projet français, il contenait un article de plus, d'abord secret, inspiré du projet russe, donnant un mois à l'Empire ottoman pour accepter la médiation, faute de quoi, les ambassadeurs seraient rappelés, la Grèce reconnue et un blocus naval mis en place. Le 1er juin, Charles X donnait son accord. Le 6 juin, Metternich faisait connaître ses préventions, similaires à celles qu'il avait exprimées quant au protocole de Saint-Pétersbourg. Des difficultés de dernière minute furent soulevées par l'ambassadeur français Polignac. Il s'avérait que le blocus envisagé contrevenait à une loi britannique défendant une totale liberté de commerce. L'avis de juristes fut demandé. Pendant ce temps, la flotte d'interposition russe quitta le port de Kronstadt. Les négociateurs à Londres en furent informés le 6 juillet. Il fut décidé de passer immédiatement à la signature en supprimant toute référence à un blocus, remplacé par une liberté laissée aux amiraux des flottes d'interposition d'user des moyens qu'ils jugeraient les plus utiles pour remplir leur mission,,.

## Traité
Les négociations finirent par aboutir en juillet 1827. La France, la Grande-Bretagne et la Russie signèrent le 6 juillet à Londres un traité. Les signataires étaient pour la France Jules de Polignac, pour le Royaume-Uni John Dudley et pour la Russie le prince de Lieven. Le texte officiel était pratiquement équivalent au protocole de Saint-Pétersbourg,. Il fut ratifié le 13 juillet par Charles X.

### Causes
La première des causes évoquées pour la nécessaire intervention des puissances était le problème de la liberté de commerce, entravée par le conflit. Les signataires regrettaient les flottes immobilisées pour assurer cette liberté et la sécurité de leurs sujets. La seconde concernait le sort des populations grecques et la nécessité d'intervenir pour faire cesser les effusions de sang et tous les maux liés à la guerre. Le texte prévoyait qu'une fois l'armistice signé, le conflit serait ainsi résolu, :
- la Grèce, dont le territoire serait ultérieurement défini, resterait une dépendance de l'Empire ottoman. Cette dépendance serait marquée par le paiement d'un tribut annuel. De même, si les Grecs avaient le droit de disposer d'eux-mêmes et de choisir leur gouvernement, celui-ci devrait être approuvé par la Porte ;
- afin d'éviter des conflits futurs, une sorte d'échange de populations devrait avoir lieu, les Grecs devant acheter les propriétés des Ottomans ;
- les puissances signataires ne devraient en aucun cas tenter de profiter de la situation pour y gagner un accroissement territorial. Par contre, elles seraient les garantes de tout accord signé entre les belligérants[20],[21].

Cependant, des sanctions étaient cette fois prévues, dans une clause secrète qui fut rendue publique dès le 13 juillet dans le Times. Cette clause prévoyait qu'en cas de refus de l'Empire ottoman, les puissances reconnaîtraient de fait la Grèce en y envoyant des consuls et qu'elles s'interposeraient entre les belligérants,,.

### Annexes

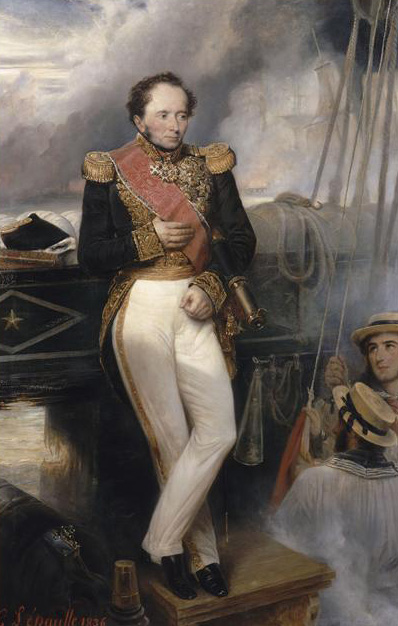
Henri de Rigny, l'amiral de la flotte française d'interposition.

## Conséquences
Canning ne put constater le résultat du traité dont il avait été l'artisan principal : il décéda le 8 août.

### Démarches auprès des belligérants

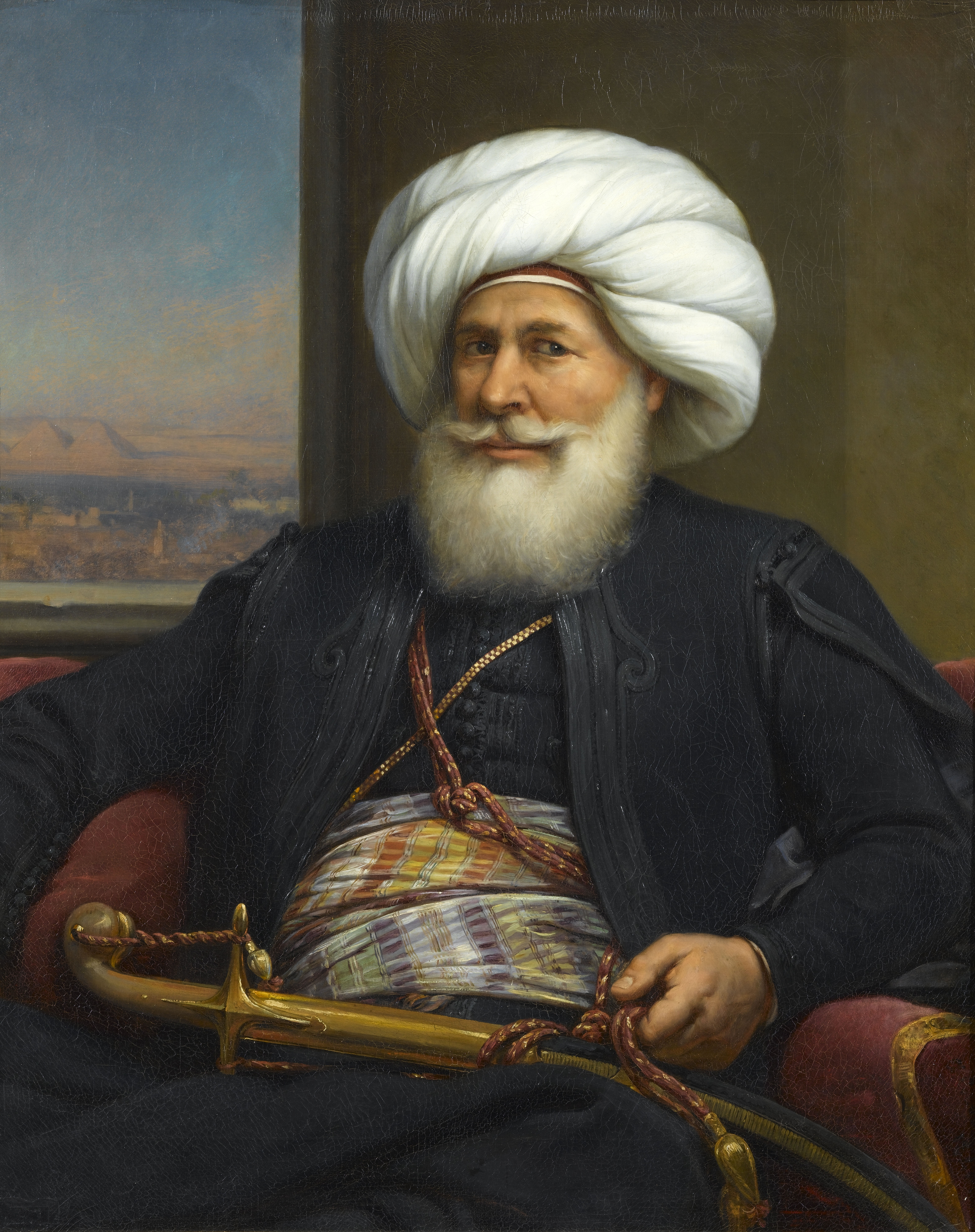
Mehemet Ali, vice-roi d'Égypte.

Ibrahim Pacha avait été envoyé en Grèce par son père Mehemet Ali à la demande du Sultan. Un émissaire spécial, le major J. H. Cradock, fut envoyé auprès du vice-roi d'Égypte pour lui suggérer la neutralité. Les chancelleries savaient qu'une flotte turco-égyptienne prévue pour renforcer Ibrahim Pacha était rassemblée à Alexandrie. Cradock arriva en Égypte le 8 août, trois jours après le départ de la flotte. Deux nouveaux efforts furent faits pour demander à Mehemet Ali de rappeler la flotte. Il ne pouvait se le permettre, sauf à rompre définitivement avec le Sultan. La flotte rejoignit Ibrahim Pacha dans la baie de Navarin.
Dès le 9 juin, l'Empire ottoman avait fait savoir qu'il refuserait d'accepter toute tentative de médiation et armistice présente ou à venir. Le traité de Londres ne changea rien. De plus, les flottes française et britannique présentes en Méditerranée orientale n'étaient alors pas suffisamment forte pour impressionner la Porte et la pousser à accepter les termes du traité. Le 16 août, le texte du traité fut officiellement présenté au Reis-Effendi, le ministre des Affaires étrangères ottoman. Le 30 août, celui-ci nia avoir reçu un quelconque document. Par contre, informé le 2 septembre, le gouvernement grec accepta l'armistice dès le lendemain malgré les réticences de leurs commandants en chef philhellènes Richard Church et Thomas Cochrane qui venaient de mettre sur pied une opération conjointe terrestre et navale,.

### Interventions armées

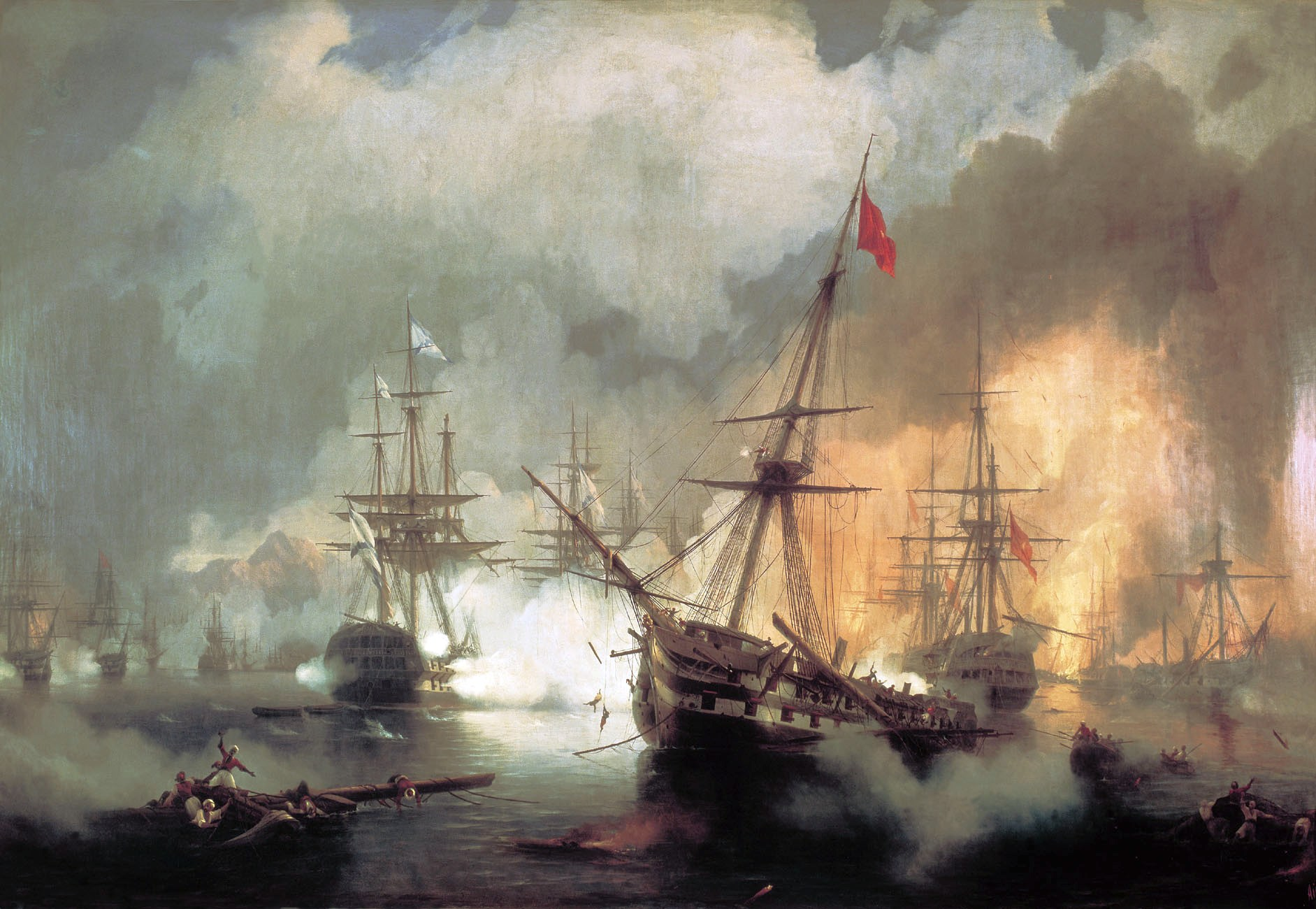
La bataille de Navarin.

Comme c'était prévu, les flottes anglaise, russe et française s'interposèrent pour faire cesser les hostilités. Le 25 septembre, Edward Codrington et Henri de Rigny, les amiraux britannique et français rencontrèrent Ibrahim Pacha à Navarin où la flotte turco-égyptienne était ancrée avant une attaque sur Hydra. Ibrahim Pacha convint de suspendre toutes ses opérations jusqu'au moment où il recevrait de nouveaux ordres d'Alexandrie ou Constantinople. Au même moment, une opération conjointe des forces terrestres et navales grecques avait pour objectif de reconquérir le verrou de Missolonghi. L'amiral britannique Codrington neutralisa pacifiquement la flotte grecque, interdisant l'opération terrestre. Lorsqu'Ibrahim Pacha tenta de remonter vers le golfe de Corinthe avec une escadre de 48 navires, il fut intercepté par Codrington. Les deux flottes se pourchassèrent pendant trois jours, du 4 au 6 octobre autour de l'île de Zante, alors qu'une tempête faisait rage. Codrington réussit à contraindre Ibrahim Pacha de retourner à Navarin, après avoir abattu quelques mâts des navires ottomans avec ses boulets.
Afin de faire définitivement pression sur la flotte turco-égyptienne d'Ibrahim Pacha et la pousser à évacuer la Grèce, l'escadre des puissances signataires entra dans la baie de Navarin le 20 octobre 1827. D'un coup de feu tiré d'un navire ottoman résulta la bataille de Navarin, qui n'était pas prévue et qui se déroula donc entre nations qui n'étaient pas en guerre.
La guerre russo-turque de 1828-1829 posa ensuite un problème diplomatique : elle contrevenait au traité de Londres qui prévoyait qu'aucun des signataires ne cherchait d'accroissement territorial. Le Foreign Secretary britannique, John Dudley, en fit la remarque au prince Lieven, ambassadeur russe à Londres, dès le mois de mars, lui suggérant de faire en sorte que son pays restât dans les limites prévues. En avril, il écrivit à l'ambassadeur français, le prince de Polignac, dans une tentative de circonvenir la politique russe. Il lui proposait de négocier les points non encore éclaircis du traité : les frontières de la future Grèce, le montant du tribut annuel, le montant des compensations pour les propriétés turques « hellénisées » et la façon dont le Sultan interviendrait dans la politique intérieure de la future Grèce. Dudley suggérait d'inclure les Grecs dans cette négociation. Le 2 juillet 1828, une première série de négociations sur ces différents points fut confiée aux ambassadeurs des puissances à Constantinople. Ils avaient pour mission de consulter aussi les Grecs. Diverses frontières furent suggérées. Finalement, les ambassadeurs, réunis à Poros entre septembre et décembre 1828, s'accordèrent sur une ligne Arta-Volos.
Dans le cadre de l'application du traité, en juillet 1828, la France suggéra une invasion du Péloponnèse par des troupes anglo-françaises afin d'en chasser Ibrahim Pacha. Wellington, nouveau Premier ministre britannique, refusa l'implication de son pays dans une telle action. Il l'assimilait en effet à une tentative de conquête de la Grèce, et donc il considérait qu'elle contreviendrait au traité lui-même. Il se contenterait d'envoyer des renforts navals. La France fut donc seule à organiser l'expédition de Morée.
La bataille de Navarin et l'expédition de Morée obligèrent les troupes d'Ibrahim Pacha à évacuer la Grèce. La guerre d'indépendance continua entre les troupes turques et grecques. La guerre russo-turque de 1828-1829 fut une nouvelle étape vers l'indépendance pour la Grèce, avant un nouveau traité de Londres en 1830.
La Porte finit par accepter le traité de Londres le 11 septembre 1829 : par l'article 10 du traité d'Andrinople qui réglait la guerre russo-turque de 1828-1829, elle déclarait « son entière adhésion aux stipulations du traité conclu à Londres le 6 juillet 1827 ». Le traité d'Andrinople fut complété lors d'une conférence à Londres en février 1830. Les deux textes rendaient caduc le traité de Londres de 1827, en proclamant l'indépendance de la Grèce garantie par les trois puissances signataires.